# ペルシウム

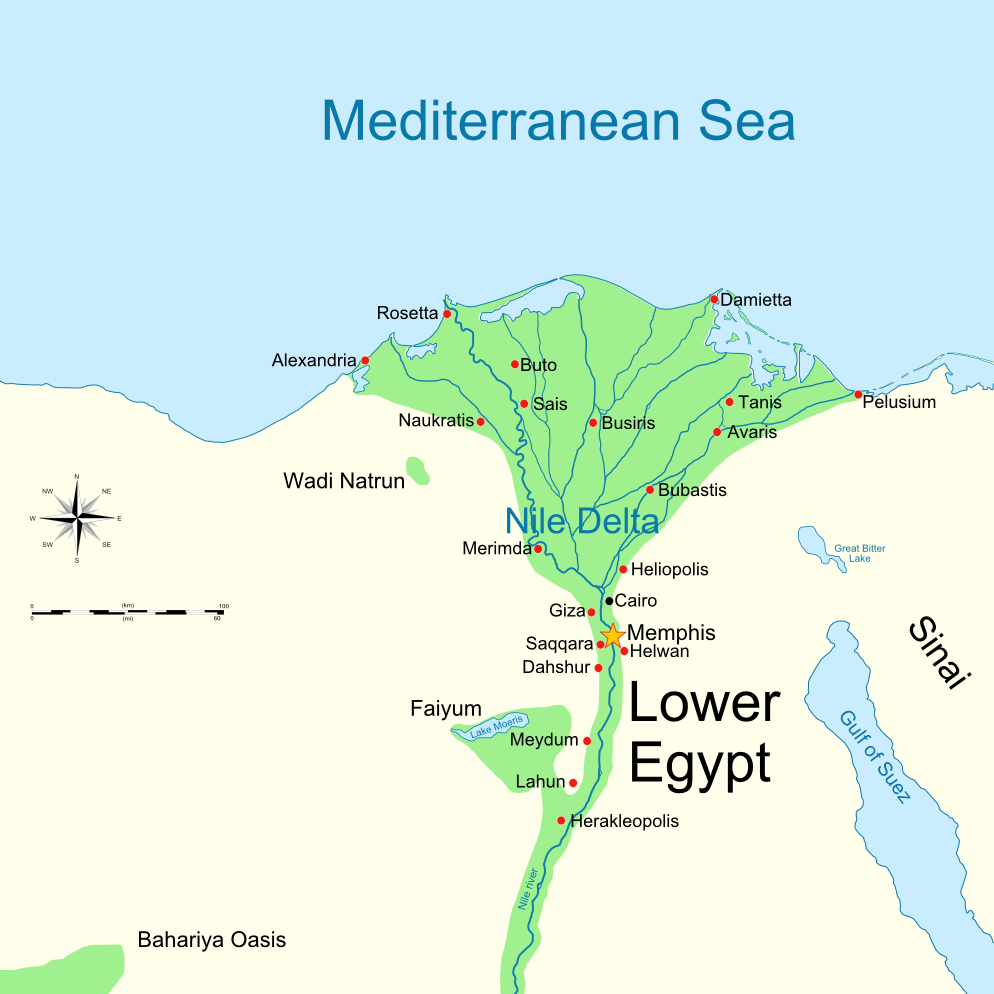
古代の下エジプトの地図。ナイルデルタの東端にあるのがペルシウム

ペルシウム（英語: Pelusium; アラビア語: الفرما; コプト語:Ⲡⲉⲣⲉⲙⲟⲩⲛ / Ⲡⲉⲣⲉⲙⲟⲩⲏ / Ⲥⲓⲛ）は、古代エジプトのナイルデルタの東端にあった都市。その遺跡はテル・エル＝ファラマ（Tell el-Farama）と呼ばれ、現在のスエズ運河の港湾都市であるポートサイドの30キロメートル南東にある。ローマ帝国時代ではこの地方の中心であり、キリスト教はこの地に管区大司教を置いていた。

## 位置
ペルシウムはナイルデルタの海岸線と湿地帯の間にあり、当初は海から2マイル半（4キロメートル）遡った場所にあった。紀元前1世紀にはすでに土砂の堆積によって港が埋まりつつあり、3世紀には地中海の海岸は4マイル（6.5キロメートル）も先に遠ざかっていった。
この地の主産物は亜麻であり、プリニウスの『博物誌』（Natural History xix. 1. s. 3）では「linum Pelusiacum」（ペルシウムの亜麻布）は生産数も多く質も非常に良かったとある。ペルシウムはビールの生産の始まった地でもある。
ペルシウムはエジプトの東の国境に建つ、非常に強固な要塞都市でもあり、シリア・パレスチナ方面からの侵入や地中海からの侵入からエジプトを守ってきた。そのため、エジプトに侵入した軍隊の最初の標的でもあり、多くの野戦や包囲戦がペルシウムの城壁の外で起こった。

## 地名
ペルシウムは下エジプト最東端の大きな街であり、ナイル川の一番東の分流の岸辺に建つことから、ナイルデルタの一番東の河口は「ペルシウムの入り口」（Ostium Pelusiacum）と呼ばれていた。大プリニウスはアラビアとの境界を説明する際にペルシウムに言及する。「ペルシウムから65マイルのラス・ストラキ（Ras Straki）がエジプトとアラビアの境界である。そしてセルボニスの湖が見えてくるあたりからエドムとパレスチナが始まる。この湖は…今は沼地となっている」 。1世紀の歴史家フラウィウス・ヨセフスは、『ユダヤ戦記』で、ペルシウムはナイル川の分流のうちの一つの河口にあると書いている。
ラテン語の「ペルシウム」はギリシャ語での地名に由来する。古代エジプト語ではセナ（Sena）やペル＝アムン（Per-Amun, アメン神の家）とも呼ばれた。コプト語ではパラモウン（Ⲡⲉⲣⲉⲙⲟⲩⲛ; Paramoun）と呼ばれている。ギリシャ語ではペルシオン（Pelousion; Πηλούσιον）またはサイエン（Saien; Σαῖν）と呼ばれた。カルデア語やヘブライ語ではシン（Sin; ヘブライ語: סִין‎)）、アラム語ではセヤン（Seyân）と呼ばれた。近代のエジプト・アラビア語ではテル・エル＝ファラマと呼ばれる遺丘になっている。辞書編纂者のウィリアム・スミスによれば、旧約聖書エゼキエル書でエジプトに対する神の怒りが描かれる部分にある「エジプトの砦シン」（30章15）という地名はペルシウムを指す。スミスはエジプト語とギリシャ語の「ペレモウン」という地名は、「泥の家」を指すのではないかと推測している。

## 歴史

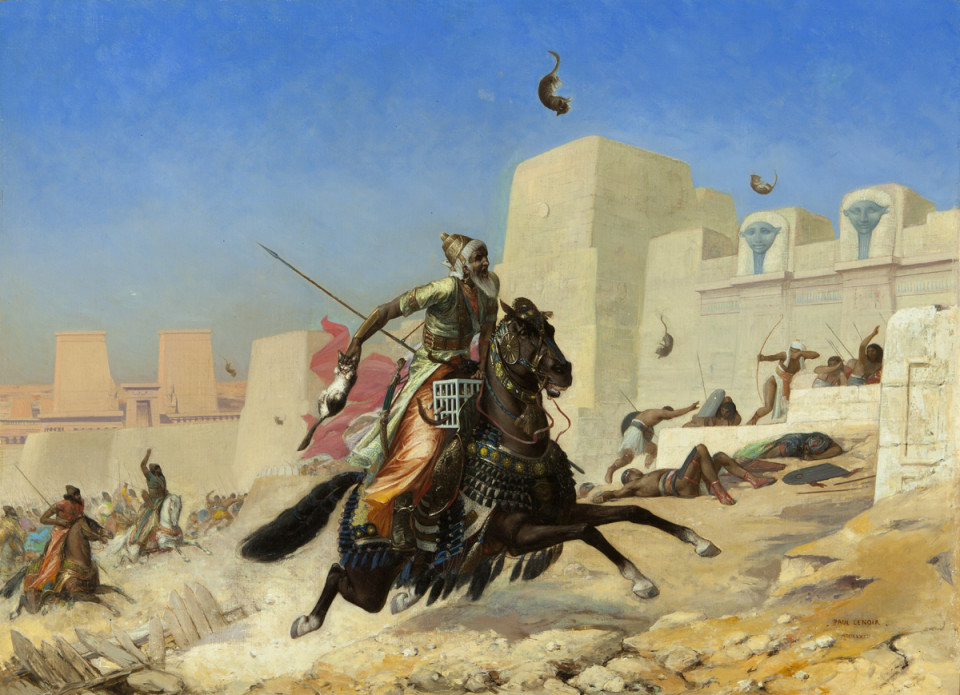
フランスの画家ポール＝マリー・レノワ（Paul-Marie Lenoir, 1843-1881）による『ペルシウムの戦いでのカンビュセス王』（1872年制作）。「カンビュセス王はエジプトの神聖な生き物である猫を盾にして戦った」という伝説をもとにしている

アケメネス朝ペルシャ帝国のカンビュセス2世は紀元前525年、エジプト第26王朝に侵入し、ペルシウムの戦いで決定的な勝利をおさめエジプトを征服した。ヘロドトスがペルシウムを訪れた際、まだ周囲の野原には遺骨が散乱している状態だったという。紀元前5世紀の歴史家クテシアスは、ペルシャ側の死者7千人に対してエジプト側の戦死者は5万人と伝えているが、2世紀の歴史家ポリュアイノスは、カンビュセス2世は歩兵らに、エジプト人が崇拝するバステト神と結びつく神聖な生き物である猫を前に持たせて前進したため、エジプト人は戦わずして退却したという伝説を伝えている (ポリュアイノス Stratag. vii. 9.)。
紀元前373年には、アケメネス朝のフリュギアのサトラップであるファルナバゾスと、アテナイの将軍イフィクラテースの連合軍がペルシウムの前に出現したが、戦わずに退却していった。エジプト第30王朝のネクタネボ1世はペルシウム周辺の土地を水没させ、航行可能な水路を封鎖することによりエジプトを守った (シケリアのディオドロス xv. 42; コルネリウス・ネポス, Iphicrates c. 5.)。しかし紀元前343年、ペルシウムは再度アケメネス朝に攻められ、陥落した（ペルシウムの戦い）。ペルシウムは5千人のギリシャ人傭兵に守られており、緒戦ではペルシャ軍の中のテーバイ兵の軽率な攻撃もあってエジプト側が有利に戦ったが、ネクタネボ2世による早まった用兵によりエジプト側は撃破され、ペルシウムは降伏し、アケメネス朝がエジプト第30王朝を滅ぼすことにつながった (シケリアのディオドロス xvi. 43.)。
紀元前333年、ペルシウムはアレクサンドロス3世の前に降伏した。アレクサンドロスはペルシウムに兵営を置いた (アッリアノス, アレクサンドロス東征記 iii. 1, seq.; クイントス・クルティウス・ルフス iv. 33.)。
紀元前173年、セレウコス朝のアンティオコス4世エピファネスは、エジプトのプトレマイオス朝のプトレマイオス6世をペルシウムの城壁下に破った。ペルシウムはセレウコス朝の支配下に置かれ、セレウコス朝がエジプトから退却した後もペルシウムはセレウコス朝が確保した。セレウコス朝の崩壊後はプトレマイオス朝がペルシウムを回復した。
紀元前55年、共和政ローマのプロコンスル（前執政官）であるアウルス・ガビニウスは、プトレマイオス12世をプトレマイオス朝のファラオに復位させるためエジプトに侵入した。ガビニウスの将軍であったマルクス・アントニウスはペルシウムでエジプト軍を破り、自分のものとした。プトレマイオス12世はペルシウム人たちを殺そうとしたが、その試みはマルクス・アントニウスに阻まれた (プルタルコス Anton. c. 3; ワレリウス・マキシムス. ix. 1.)。紀元前48年、ローマ内戦でガイウス・ユリウス・カエサルに敗北したグナエウス・ポンペイウスはエジプトに逃れたが、ペルシウムで暗殺された。
501年、東ローマ帝国領のペルシウムはサーサーン朝ペルシャ帝国の侵入により荒廃した (アレクサンドリアのエウティキウス, Annal.)。541年、ペストの流行がペルシウムから始まった。これが、東ローマ帝国から西ヨーロッパまでを蹂躙した「ユスティニアヌスのペスト」の始まりであった。
639年、イスラーム初期の将軍であるアムル・イブン・アル＝アースのエジプト侵入に対し、ペルシウムは長期間抵抗した。最終的にペルシウムは降伏したが、ナイルデルタの鍵と言えるペルシウムの降伏は事実上エジプトの降伏を意味するものであった。
870年頃のラダニテ（中世にユーラシアを旅したユダヤ商人）の記録には、ペルシウムは交易網の中の大きな港湾都市として残っている。しかしペルシウムは長年にわたり衰退しつつあった。1118年、十字軍国家エルサレム王国のボードゥアン1世はエジプトに侵入してペルシウムを破壊したが、直後にこの地の魚にあたって食中毒となり、アリーシュで没した。エジプトを統治していたファーティマ朝はその再建を行わず、ペルシウムは歴史から姿を消した。

## 考古学的調査
ペルシウムの発掘調査は1910年に、フランスのエジプト学者ジャン・クレダ（Jean Clédat）の指揮により開始された。1980年代にはモハメド・アブド・エル＝マクスード（Mohammed Abd El-Maksoud）率いるエジプト調査団とジャン＝イブス・カレズ＝マラトレ（Jean-Yves Carrez-Maratray）率いるフランス調査団が発掘を行っていた。エジプト調査団は3世紀にさかのぼるモザイクのあるテルマエ（浴場）を発見している。ナイル川の水をシナイ半島に導くサラーム運河（Peace Canal）が遺跡を横断して建設されるため、1991年にはペルシウム一帯の大規模な発掘調査が世界各国の研究者により進められた。エジプト調査団はアンフィテアトルム（円形劇場）と東ローマ時代のバシリカを調査した。イギリス調査団は遺跡南部を、カナダ調査団は西部を担当した。2003年から2009年まで、ワルシャワ大学ポーランド地中海考古学センターは、2世紀から3世紀に作られたいわゆる「大劇場」やそれ以後の時代の住居群を調査している。ポーランド＝エジプト合同調査団は劇場の一部再建も行っている。
2019年には、ペルシウムの大通り沿いに、2500平方メートルのグレコ・ローマン様式のレンガと大理石の建物がエジプトの考古学チームにより発見された。中から発見された円形ベンチについて、ペルシウムの市民代表による会議や、ペルシウム市の元老院の集まりのために使われたのだろうと述べられている。